# Allunament

Vela mestra d’un Soling. Amb allunament de la vela major i quatre sabres.

Un segment circular (en verd) està comprès entre una recta secant o corda (la línia discontínua) i l'arc; els punts extrems són els de la corda.

Amb referència a una vela, l’allunament és la superfície externa (en forma aproximada de segment circular) a la recta definida pels dos punys del caient corresponent. En una vela mestra bermudiana l’allunament correspon a la baluma i és la superfície que sobresurt entre els punys de drissa i d’escota.

## Avantatges
L’allunament permet augmentar la superfície vèlica sense haver d’allargar el pal ni la botavara. Per tant, amb un cost reduït i un estalvi de pes.

## Inconvenients
Per a mantenir la forma de la vela i la seva capacitat de resistir l’acció del vent, l’allunament necessita uns sabres de suport. L'experiència ha demostrat que una vela amb allunament i sabres funciona de forma satisfactòria.

## Allunament definit com una corba
En obres clàssiques l'allunament es definia com una corba d'un caient de la vela. I podia ser convex (augmentant la superfície vèlica) o còncau (disminuint la superfície vèlica). L'allunament còncau s'aplicava a algunes veles quadres per a evitar fregament amb es estais.